# Aleksey Nicolayevich Plescheev
Aleksey Nicolayevich Plescheev (tiếng Nga: Алексе́й Никола́евич Плеще́ев; 22 tháng 11 năm 1825 - 26 tháng 9 năm 1893) là một nhà văn, nhà thơ Nga.

## Tiểu sử
Aleksey Plescheev sinh ở Kostroma trong một gia đình quý tộc đã sa sút, dòng họ có nhiều nhà văn. Plescheev học ở trường quân đội nhưng do sức khoẻ yếu phải nghỉ, sau đó vào học khoa lịch sử và ngôn ngữ Đại học Sankt-Peterburg. Thời kỳ này ông làm quen với nhiều nhà văn, nhà thơ nổi tiếng ở thủ đô như Fyodor Mikhailovich Dostoevsky, Apollon Nikolayevich Maykov, Grygorovich, Goncharov... Từ năm 1844 bắt đầu in thơ trên các tạp chí Современник, Отечественные записки. Năm 1849 ông bị đày về miền Ural 8 năm vì tội chống đối Nga hoàng Nikolai I. Những năm tù đày ông làm quen với Taras Shevchenko và nhiều người khởi nghĩa của Ba Lan. Năm 1857 ông được trả tự do, trở về Sankt-Peterburg làm quen với Nekrsov, Chernyshevsky]], Dobrolyubov, những người đánh giá cao tài thơ của ông. Năm 1860 ông tham gia tạp chí Московский вестник. Những năm 1870-1880 ông dịch nhiều thơ từ tiếng Đức, tiếng Pháp, tiếng Anh ra tiếng Nga. Năm 1872 ông làm trưởng ban thơ của tạp chí Отечественные записки. Năm 1884, tạp chí này bị đóng cửa, ông chuyển sang tạp chí Северный вестник và làm biên tập ở đây đến năm 1890.
Những năm cuối đời ông được thừa hưởng một tài sản lớn từ một người bà con, cho phép ông có điều kiện đi ra nước ngoài chữa bệnh. Ông mất ở Paris năm 1893, mai táng ở Moskva. Tuyển tập thơ của ông in năm 1887, tái bản lần thứ hai có bổ sung vào năm 1894 (một năm sau khi mất).